# Université du Sud de l'Oregon
L'université du Sud de l'Oregon (en anglais : Southern Oregon University) est une université américaine située à Ashland, dans l'Oregon.